# Stitchers
Stitchers ist eine US-amerikanische Science-Fiction-Krimiserie, die ab dem 2. Juni 2015 auf ABC Family (seit 2016 Freeform) ausgestrahlt wurde.
Im Juli 2015 gab ABC Family die Produktion einer zweiten Staffel bekannt. Im Oktober 2016 wurde die Serie um eine dritte Staffel mit 10 Folgen verlängert. Am 15. September 2017 stellte der Sender die Serie nach drei Staffeln und 31 Folgen ein.

## Handlung
Die Serie folgt Kirsten, die von einer Regierungsbehörde angeworben wurde, um in die gespeicherten Erinnerungen eines kürzlich verstorbenen Menschen „eingenäht“ zu werden, um damit dann Morde und Mysterien, die sonst ungelöst blieben, zu untersuchen. Cameron, ein brillanter Neurowissenschaftler, unterstützt Kirsten in dem geheimen Programm, welches von Maggie geleitet wird. Das Team umfasst auch Linus, einen Bioelektrik-Ingenieur und Kommunikationstechniker. Camille, Kirstens Mitbewohner und ebenfalls Studentin der Informatik, wurde auch angeworben, um Kirsten zu beobachten und zu unterstützen.

## Besetzung

### Hauptbesetzung
| Rolle            | Schauspieler       | Hauptrolle (Episoden) |
| ---------------- | ------------------ | --------------------- |
| Kirsten Clark    | Emma Ishta         | 1.01–3.10             |
| Cameron Goodkin  | Kyle Harris        | 1.01–3.10             |
| Linus Ahluwalia  | Ritesh Rajan       | 1.01–3.10             |
| Maggie Baptiste  | Salli Richardson   | 1.01–3.10             |
| Camille Engelson | Allison Scagliotti | 1.01–3.10             |

### Nebenbesetzung
| Rolle                  | Schauspieler   | Nebenrolle (Episoden) |
| ---------------------- | -------------- | --------------------- |
| Detektiv Quincy Fisher | Damon Dayoub   | 1.01–3.10             |
| Ed Clark               | Hugo Armstrong | 1.01                  |
| Marta Rodriguez        | Tiffany Hines  | 1.01–3.10             |
| Junge Kirsten Clark    | Kaylee Quinn   | 1.01–3.10             |

## Episodenliste

### Staffel 1
| Nr. (ges.) | Nr. (St.) | Deutscher Titel | Originaltitel         | Erstausstrahlung USA | Deutschsprachige Erstausstrahlung (—) | Regie           | Drehbuch                     | Quoten (USA) |
| ---------- | --------- | --------------- | --------------------- | -------------------- | ------------------------------------- | --------------- | ---------------------------- | ------------ |
| 1          | 1         | —               | A Stitch in Time      | 2. Juni 2015         | —                                     | Todd Holland    | Jeffrey Alan Schechter       | 1,28 Mio.    |
| 2          | 2         | —               | Friends in Low Places | 9. Juni 2015         | —                                     | Steve Robin     | Jeffrey Alan Schechter       | 0,98 Mio.    |
| 3          | 3         | —               | Connections           | 16. Juni 2015        | —                                     | Melanie Mayron  | Will Schifrin                | 0,92 Mio.    |
| 4          | 4         | —               | I See You             | 23. Juni 2015        | —                                     | Steve Miner     | Vivian Lee                   | 0,91 Mio.    |
| 5          | 5         | —               | Stitcher in the Rye   | 30. Juni 2015        | —                                     | Janice Cooke    | Lynne E. Litt                | 0,80 Mio.    |
| 6          | 6         | —               | Finally               | 7. Juli 2015         | —                                     | Craig Siebels   | Jonathan Greene              | 0,71 Mio.    |
| 7          | 7         | —               | The Root of All Evil  | 14. Juli 2015        | —                                     | Roger Kumble    | April Fitzsimmons            | 0,64 Mio.    |
| 8          | 8         | —               | Fire in the Hole      | 21. Juli 2015        | —                                     | John Badham     | Jeffrey Alan Schechter       | 0,68 Mio.    |
| 9          | 9         | —               | Future Tense          | 28. Juli 2015        | —                                     | Rob Greenlea    | Eric Tuchman                 | 0,84 Mio.    |
| 10         | 10        | —               | Full Stop             | 4. Aug. 2015         | —                                     | J. Miller Tobin | Jeffrey Alan Schechter       | 0,81 Mio.    |
| 11         | 11        | —               | When Darkness Falls   | 20. Okt. 2015        | —                                     | Steve Miner     | Lynne E. Litt & Eric Tuchman | 0,49 Mio.    |

### Staffel 2
| Nr. (ges.) | Nr. (St.) | Deutscher Titel | Originaltitel              | Erstausstrahlung USA | Deutschsprachige Erstausstrahlung (—) | Regie              | Drehbuch                                   | Quoten (USA) |
| ---------- | --------- | --------------- | -------------------------- | -------------------- | ------------------------------------- | ------------------ | ------------------------------------------ | ------------ |
| 12         | 1         | —               | 2.0                        | 22. März 2016        | —                                     | Steve Miner        | Jeffrey Alan Schechter                     | 0,43 Mio.    |
| 13         | 2         | —               | Hack Me If You Can         | 29. März 2016        | —                                     | Silver Tree        | Jeffrey Alan Schechter & Roger Grant       | 0,46 Mio.    |
| 14         | 3         | —               | The One That Got Away      | 5. Apr. 2016         | —                                     | Janice Cooke       | Jeffrey Alan Schechter & Eric Tuchman      | 0,34 Mio.    |
| 15         | 4         | —               | The Two Deaths of Jamie B. | 12. Apr. 2016        | —                                     | Rob J. Greenlea    | Jeffrey Alan Schechter & Vivian Lee        | 0,39 Mio.    |
| 16         | 5         | —               | Midnight Stitcher          | 19. Apr. 2016        | —                                     | Norman Buckley     | Jeffrey Alan Schechter & Shelley Meals     | 0,38 Mio.    |
| 17         | 6         | —               | The Dying Shame            | 26. Apr. 2016        | —                                     | Nina Lopez-Corrado | Jeffrey Alan Schechter & April Fitzsimmons | 0,37 Mio.    |
| 18         | 7         | —               | Pretty Little Lawyers      | 3. Mai 2016          | —                                     | Laura Belsey       | Jeffrey Alan Schechter & Lynne E. Litt     | 0,36 Mio.    |
| 19         | 8         | —               | Red Eye                    | 10. Mai 2016         | —                                     | Chad Lowe          | Jeffrey Alan Schechter & Shelley Meals     | 0,39 Mio.    |
| 20         | 9         | —               | The Guest                  | 17. Mai 2016         | —                                     | Steve Robin        | Jeffrey Alan Schechter & Lynne E. Litt     | 0,37 Mio.    |
| 21         | 10        | —               | All In                     | 24. Mai 2016         | —                                     | J. Miller Tobin    | Jeffrey Alan Schechter                     | 0,38 Mio.    |